# Gareth Griffiths
Gareth John Griffiths (Winsford, 10 aprile 1970) è un ex calciatore inglese, di ruolo difensore.

## Carriera
Nel 1993 John Rudge, allenatore del Port Vale, lo preleva per 1000 sterline dai semiprofessionisti gallesi del Rhyl: nella sua prima stagione da professionista, all'età di 23 anni, mette a segno 2 reti in 4 presenze nella terza divisione inglese, contribuendo così alla promozione in seconda divisione dei Valiants. Nella stagione successiva esordisce in questa categoria, disputandovi 20 partite; nella stagione 1995-1996 si guadagna poi un posto da titolare fisso, scendendo in campo in 41 delle 46 partite di campionato (segnandovi anche 2 reti) ed in 12 partite fra le varie coppe nazionali inglesi e la Coppa Anglo-Italiana, competizione in cui il suo club è finalista perdente (sconfitto in finale per 5-2 dal Genoa). L'anno seguente gioca poi ulteriori 26 partite in seconda divisione, mentre nella stagione 1997-1998, ormai perso il posto da titolare, trascorre il mese di novembre in prestito allo Shrewsbury Town (6 presenze in quarta divisione) e poi gioca solamente 3 partite nella rimanente parte della stagione, venendo infine ceduto gratuitamente al Wigan, club di terza divisione, nell'estate del 1998. Trascorre con i Latics le successive 3 stagioni, tutte giocate in terza divisione, nelle quali non è mai realmente titolare ma allo stesso tempo disputa comunque sempre un buon numero di incontri (mai più di 20 e mai meno di 17 presenze in ciascun campionato). Nell'estate del 2001 si accasa al Rochdale, in quarta divisione: gioca per un quinquennio in questa categoria, diventando uno dei punti fermi della squadra nerazzurra, con cui colleziona complessivamente 204 presenze e 18 reti in partite ufficiali, di cui 184 presenze e 14 reti in partite di campionato. Chiude poi la carriera nell'estate del 2007 dopo aver giocato per una stagione (27 presenze ed un gol) con il Northwich Victoria in Conference National (quinta divisione e più alto livello calcistico inglese al di fuori della Football League).